# Índice de cintura e quadris
O Índice de cintura e quadris (ICQ) ou relação cintura-quadril (RCQ) (português brasileiro) ou índice cintura-anca (RCA) (português europeu) é a proporção da circunferência da cintura para os quadris: {\displaystyle {\tfrac {cintura}{quadril}}}.

## Indicador de saúde
O ICQ é usado como um indicador ou medida da saúde de uma pessoa, e o risco de desenvolver sérias condições adversas à saúde. Pesquisa mostra que pessoas com o corpo em formato de "maçã" (com mais peso ao redor da cintura) enfrenta mais riscos a saúde que corpos com formato de "pêra", que empregam mais peso ao redor dos quadris.
O ICQ é usado como uma medida de obesidade, que por sua vez, é um possível indicador de outros riscos mais sérios a saúde.
WHO   STEPS  diz que a obesidade abdominal é definida como um índice de cintura e quadris acima 0.90 para homens e 0.85 para mulheres, ou um índice de massa corporal (IMC) acima de 30.0. O Instituto Americano para Diabetes, Doenças Digestivas e Renais (NIDDK) diz que mulheres com índice de cintura e quadris maior que 0.8, e homens com o mesmo maior que 1.0, aumentam os riscos para a saúde por causa de suas distribuições de gordura.
O ICQ é usado como um preditor mais eficiente de mortalidade em pessoas mais velhas do que a circunferência da cintura ou IMC. Se a obesidade é redefinida usando o ICQ em vez do IMC, a proporção de pessoas categorizadas com o risco de ataque cardíaco, ao redor do mundo, aumenta em três vezes. A taxa de gordura corporal é considerada por ser ainda uma medida mais preciso de peso relativo. Destas três medidas, apenas o índice de cintura e quadris leva em conta as diferenças da estrutura corporal. Por isso é possível que duas mulheres possuam índices de massa corporais imensamente diferentes mas com os mesmos índices de cintura e quadris, ou possuam os mesmos índices de massa corporais mas índices de cintura e quadris imensamente diferentes.
Ainda nas civilizações antigas, globalmente, as representações femininas são mais frequentes nas variações de 0.6 a 0.7 para ICQ, sugerindo uma preferência por ICQ baixo.
O ICQ mostrou ser um melhor preditor de doenças cardiovasculares do que a circunferência da cintura e o índice de massa corporal. Contudo, outros estudos mostraram que a circunferência da cintura, e não o ICQ, ser um bom indicador de fatores de riscos cardiovasculares, distribuição de gordura corporal e hipertensão em diabetes tipo 2.

### Fertilidade
Um ICQ de 0.7 para mulheres e 0.9 para homens mostrou correlacionar fortemente com saúde geral e fertilidade. Mulheres dentro da variação de 0.7 possuem ótimos níveis de estrogênio e são menos susceptíveis a doenças maiores como diabetes, desordens cardiovasculares e cânceres no ovário. Mulheres com alto ICQ (0.80 ou superior) têm significativamente chances menores de gravidez do que mulheres com baixos ICQs (0.70 a 0.79), independente de seus IMCS. Homens com ICQs em torno de 0.9, similarmente, mostraram ser mais saudáveis e férteis e com menos câncer de próstata e câncer de testículo.
Evidência sugere que ICQ é um indicador de soma precisa de status endocrinológico reprodutivo e risco de saúde a longo prazo. Entre garotas com pesos corporais idênticos, estas com baixos ICQs mostram atividade endócrina púbere antecipada, como medida pelos altos níveis de hormônio lutenizante (LH) e hormônio estimulante folículo (FSH) bem como atividade de esteroides sexuais (estradiol). Um provável estudo neerlandês em resultado em um programa de inseminação artificial provê evidência de papel do ICQ e fecundidade (Zaadstra et al. 1993). Estes investigadores reportam que uma unidade 0.1 aumenta em ICQ a diminuição da probabilidade de concepção por ciclo de 30% após regulação por idade, gordura, razões para inseminação artificial, duração do ciclo e regularidade, fumo e paridade.

### Capacidade cognitiva
Usando dados do U.S. National Center for Health Statistics, William Lassek na Universidade de Pittsburgh na Pensilvânia e Steven Gaulin da Universidade da  Califórnia, Santa Barbara, encontrou uma performance de crianças em testes cognitivos que correlacionam aos índices de cintura e quadris de suas mães, um proxy de como a gordura se armazena em seus quadris.
Crianças cujas mães tinham largos quadris e um baixo índice de cintura e quadris marcaram altos, levando Lassek e Gaulin a sugerir que os fetos se beneficiam da gordura dos quadris, que contém longas cadeias de ácidos gordurosos poli-insaturados, crítico para o desenvolvimento do cérebro do feto. Em adição, evidências sugerem que crianças de adolescentes com baixo ICQ foram protegidas dos déficits cognitivos frequentemente associados com o nascimento adolescente.